# Amman Stock Exchange
Der Amman Stock Exchange (ASE) ist eine Wertpapierbörse in Amman (Jordanien).  

## Geschichte
Lange vor der Errichtung des jordanischen Wertpapiermarktes wurden öffentliche Beteiligungsgesellschaften gegründet und deren Aktien gehandelt. In den frühen 1930er Jahren besaß die jordanische Öffentlichkeit bereits Aktien und handelte mit ihnen. Die Arab Bank war die erste Aktiengesellschaft, die 1930 in Jordanien gegründet wurde, gefolgt von Jordan Tobacco and Cigarettes (1931), Jordan Electric Power (1938) und Jordan Cement Factories (1951). Die ersten Unternehmensanleihen wurden Anfang der sechziger Jahre emittiert. 1976 wurde eine moderne Börse gegründet. 
Der heutige ASE wurde im März 1999 als gemeinnützige private Einrichtung mit administrativer und finanzieller Autonomie gegründet. Er ist berechtigt, als Börse für den Handel mit Wertpapieren zu fungieren. Die Börse wird von einem siebenköpfigen Verwaltungsrat geleitet. Ein Chief Executive Officer überwacht die täglichen Aufgaben und erstattet dem Verwaltungsrat Bericht. Die Mitglieder der ASE sind Jordaniens Maklerfirmen.
Der Amman Stock Exchange wurde am 20. Februar 2017 unter dem Namen The Amman Stock Exchange Company (ASE Company) in ein Staatsunternehmen umgewandelt.

## Indizes
Der primäre Index der Börse ist der ASE Market Capitalization Weighted Index.

## Mitgliedschaften
Die Börse ist Vollmitglied der
- Federation of Euro-Asian Stock Exchanges
- der World Federation of Exchanges
- Arab Federation of Exchanges[3]
- Sustainable Stock Exchanges Initiative